# Gwara mazurska
Gwara mazurska – gwara używana przez Mazurów na północnym obszarze zasięgu dialektu mazowieckiego języka polskiego.

## Historia
Gwara mazurska, używana na terenie Prus Książęcych przez polskich osadników (chłopów i szlachtę) głównie z terenu północnego Mazowsza (którzy zasiedlili ten teren od XIV w.), aż do końca XVIII w. kształtował się pod wpływem literackiego języka polskiego, który był praktycznie jedynym językiem oświaty i literatury religijnej aż do lat 30. XIX w. W gwarze mazurskiej tamtego okresu istniały nieliczne zapożyczenia (głównie leksykalne) z języka pruskiego i języka niemieckiego i dlatego też zalicza się ją do tzw. nowszych dialektów mieszanych. Wraz z nasileniem germanizacji od początku XIX w. nastąpiło wypieranie gwary mazurskiej przez język niemiecki i jednoczesne przyswajanie przez tę gwarę licznych germanizmów.
Według źródeł niemieckich gwara mazurska („język mazurski”) już w 1900 była w zaniku i w żadnym z powiatów mazurskich nie była używana przez większość ludności (najwięcej, bo 49,4% użytkowników gwary mieszkało w powiecie jańsborskim). Trudno ocenić wiarygodność danych niemieckich z tamtego okresu. Ówczesne statystyki pruskie uznawały bowiem za Mazurów jedynie osoby znające wyłącznie tę gwarę. Osoby znające język niemiecki odnotowywane były w spisach jako Niemcy nawet wtedy, gdy się nią na co dzień nie posługiwały. Rezultatem było znaczne zaniżenie liczby ludności mazurskiej.
Po 1944 nastąpił zanik gwary mazurskiej w związku z wyjazdami Mazurów pruskich do Niemiec. Na terenie Mazur pruskich gwara praktycznie zanikła w latach 70. i 80. XX w. w związku z wyjazdem około 160 tys. Mazurów. W XXI w. ocenia się, że może ją znać 10–15 tys. osób.
Niemiecką nazwę gwary mazurskiej Masurische Sprache („język mazurski”) wprowadzono w XIX w. dla podkreślenia różnicy między grupą etniczną Mazurów pruskich i Polakami. Językoznawcy ci wskazywali rzekome „istotne różnice” (w rzeczywistości nieistniejące) między językiem polskim i tzw. „językiem mazurskim”, określając jego pokrewieństwo z językiem polskim jako „odległe”. Ta wersja do dziś jest obecna w części źródeł niemieckich, jednak współcześni językoznawcy niemieccy wyraźnie określają tzw. „język mazurski” jako część dialektu mazowieckiego języka polskiego.
Gwarę zalicza się czasem do dialektów warmińsko-mazurskich.
Wiele przykładów gwary Mazurów pruskich zawiera reportażowa powieść Na tropach Smętka. Jedną z osób piszących w gwarze mazurskiej jest Erwin Kruk.
Natomiast najstarszą bo z 1900 roku i w całości napisaną książką w gwarze mazurskiej jest przekład „Dziejów ludzkiej duszy” Johna Bunyana autorstwa Jakuba Szczepana.

### Sytuacja w XXI w.
Od 2015 roku w Sorkwitach na Festiwalu Kultury Mazurskiej promuje się gwarę mazurską, istnieje muzyka ludowa, odbywają się spotkania z gwarą, w niektórych szkołach organizowane są Konkursy Mowy Mazurskiej, a w internecie promowana jest za pośrednictwem mediów społecznościowych. W 2016 roku powstał Związek Mazurski, promujący kulturę i gwarę mazurską. Pod koniec 2018 roku został w gwarze mazurskiej wydany „Mały Książę”.

## Cechy gwary
- mazurzenie, czyli przejście szeregu cz, sz, dż, ż w c, s, dz, z
- asynchroniczna wymowa spółgłosek b', p', f', w' – bj/bź, pj/pś, fj/fś, wj/wź
- niekiedy intensywne zmiękczanie k, g, ch w ć, dź, ś (proces ten jest podobny do zmiękczeń w kaszubszczyźnie)
- labializacja samogłoski o (niekiedy też i u) w nagłosie
- samogłoska y upodobniła się do i
- przed spółgłoską ł samogłoski i oraz y wymawiane były jako u, np. buł, zuł (był, żył)
- odnosowienie samogłosek nosowych ą i ę, wymawiane są one jako o i e
- w części gwar ę przeszło w ã (a nosowe), które po denazalizacji wymawiano jako an, analogiczne zmiany zaszły również w grupach eN, np. dzień - dzian
- á (a pochylone), które w różnym stopniu upodabnia się do samogłoski o
- obecność samogłoski é (e pochylonego), najczęściej w narzędniku przymiotników, np. nasémi, dobrémi
- w dopełniaczu i celowniku rzeczowników rodzaju żeńskiego w liczbie pojedynczej końcówka -ej przeszła w -i, np. nasi, dobri
- ó (o pochylone) wymawiane było albo jako ů (samogłoska pośrednia pomiędzy o i u) albo jako u (tak jak ogólnopolskie ó)
- przejście nagłosowego ja- w je- i ra- w re-
- przejście a w e lub e w a
- m'  (miękkie m) wymawiane było albo jako mń albo ń, np. mniasto/niasto (miasto)
- ř (rz) wymawiane było jako rż, np. grżip (grzyb), ale z czasem upodobniło się do ż (tak jak w języku ogólnopolskim), które jednak nie ulega mazurzeniu
- zamiana zbitki spółgłoskowej kt w cht, np. chto (kto)
- przejście -jd- w -ńd-, np. przyńdo (przyjdą)
- silne utrzymanie e ruchomego w końcówkach takich jak -ek, np. Łek – Łku, por. ogólnopolskie lek – leku
- hipotetyczne występowanie ë (szwy kaszubskiej)[17] w wyrazach takich jak brële, mlëko (okulary, mleko)
- liczne germanizmy (z dialektu dolnopruskiego) i bałtyzmy (z języka pruskiego i jaćwieskiego), obecne nawet w podstawowej komunikacji

Gwara mazurska posiada wiele wspólnych cech z gwarą warmińską i kurpiowską.